# 塔斯利航空
塔斯利航空（阿拉伯語：طيران الطاسيلي），是總部位於阿爾及利亞阿爾及爾的客運航空公司，由阿爾及利亞國家石油公司所有。樞紐機場為胡阿里·布邁丁機場

## 歷史
航空公司成立於1997年，於1998年4月8日，第一班航班是由哈西邁薩烏德飛往阿爾及爾航班。最初，它是一個合資的公司，由阿爾及利亞航空（ 49 ％ ）和阿爾及利亞國家石油公司（ 51 ％ ） 。 2005年，阿爾及利亞國家石油公司完全收購塔斯利航空。

## 航點
- 阿爾及利亞
  - 阿爾及爾(胡阿里·布邁丁機場)
  - 君士坦丁(穆罕默德布迪亞夫國際機場)
  - 瓦德(蓋馬爾機場)
  - 蓋爾達耶(Noumérat - Moufdi Zakaria Airport)
  - 哈西邁薩烏德(Oued Irara Airport)
  - 哈西魯邁勒(Hassi R'Mel Airport)
  - 因阿邁納斯(因阿邁納斯機場)
  - 因薩拉赫(因薩拉赫機場)
  - 奧蘭(奧蘭機場)

## 機隊
塔斯利航空有以下機型 (2019年)
- 波音737-800
- Dash 8-200
- Dash 8-400

## 外部連結
- 官方網站 （页面存档备份，存于）

1. ↑  . algerie-eco.com. 19 June 2020  [18 August 2020] （法语）.
2. ↑   “Global Airline Guide 2019 (Part One)". Airliner World (October 2019): 4.